# Ornithogalum neopatersonia
Ornithogalum neopatersonia là một loài thực vật có hoa trong họ Măng tây. Loài này được J.C.Manning & Goldblatt mô tả khoa học đầu tiên năm 2006.